# 苍山橐吾
苍山橐吾（学名：Ligularia tsangchanensis）为菊科橐吾属的植物，是中国的特有植物。分布于中国大陆的西藏、云南等地，生长于海拔2,800米至4,100米的地区，常生长在灌丛、草坡、林下或高山草地，目前尚未由人工引种栽培。